# Callicarpa rubella
Tử châu đỏ, Tu hú hồng hay Tu hú quả tím (danh pháp hai phần:Callicarpa rubella) là một loài thực vật có hoa trong họ Hoa môi. Loài này được Lindl. mô tả khoa học đầu tiên năm 1825.